# Pebane
Pebane es una población costera de la provincia de Zambezia, Mozambique, a 150 km al ENE de la capital Quelimane (17°15′26″S 38°8′55″E / -17.25722, 38.14861) y situada a una altitud de 26 m s. n. m. Se encuentra en una zona denominada Macuacuane, que significa 'monte'. Posee una importante reserva de caza y pesca, donde también son apreciadas las actividades submarinistas.
La ciudad tiene un puerto natural en el que antiguamente atracaban grandes buques para el transporte de la copra, la pulpa seca del coco. Los alrededores de Pebane poseen una de las zonas de plantaciones de coco más extensas del mundo. También fue importante el comercio de la langosta, pudiéndose observar en la actualidad los antiguos estanques para su traslado, abandonados en sus playas. Llegó a ser una pequeña ciudad de recreo para ricos. Las actuales ruinas de grandes mansiones dan prueba de ello, algunas de las cuales han sido recientemente restauradas.
Existe una pista de aterrizaje operativa que suele ser utilizada con cierta regularidad.
En el aspecto cultural cabe destacar el grupo artístico local "Os Dragoes Voadores" que en 1995 se fusionó con el grupo de Nampula "Casa Velha"  para formar la compañía "Dragoes Velhos". Su objetivo principal es la creación y representación de espectáculos de teatro y acrobacia, así como la formación de nuevos acróbatas.